# Biserica de lemn din Poienița Voinii

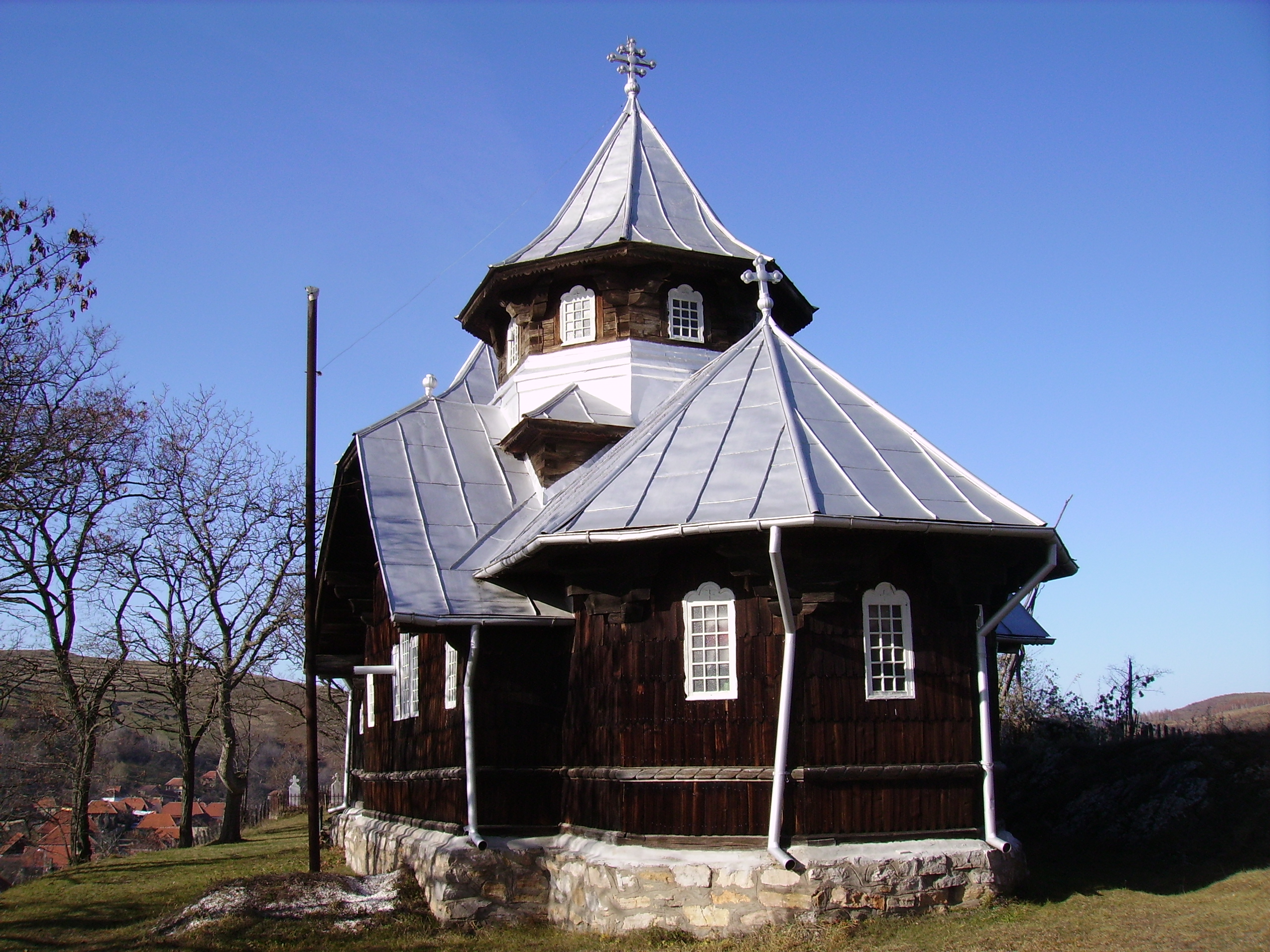
Biserica de lemn „Pogorârea Sfântului Duh” din Poienița Voinii, comuna Bunila, județul Hunedoara, foto: octombrie 2009.

Biserica de lemn din Poienița Voinii, comuna Bunila, județul Hunedoara a fost ridicată în anul 1931. Are hramul „Pogorârea Sfântului Duh”. Biserica nu se află pe noua listă a monumentelor istorice.

## Istoric și trăsături
Pe colina de la marginea răsăriteană a satului Poienița Voinii se înalță biserica „Pogorârea  Sfântului Duh", un edificiu cruciform cu o turlă octogonală amplă, prelungit spre apus printr-un pronaos dreptunghiular spațios, supraînălțat printr-un turn-clopotniță robust. Un pridvor deschis de lenm protejează intrarea în biserică. Învelit la exterior cu șiță, lăcașul este acoperit integral cu tablă. Lucrările de construcție s-au desfășurat în anii 1931-1932, în timpul păstoririi preotului Teodor Murgău, fiind finanțate de credinciosul Aron Faur. In cadrul amplei renovări din 1962-1964, interiorul a fost împodobit, în tehnica „frescă", de pictorii Constantin Nițulescu din București și Teodor Zaharia din Brașov. Lăcașul este continuatorul altei bisericuțe din bârne, grav avariată de un trăznet în 1911; cu excepția hărții iosefine a Transilvaniei (1769-1773), figurează în tabelele tuturor conscripțiilor din secolele XVIII-XIX, anume în cele din anii 1733, 1750, 1761-1762, 1805 și 1829-1831. 